# Saint-Mard (Somme)
Saint-Mard és un municipi francès situat al departament del Somme i a la regió dels Alts de França. L'any 2007 tenia 191 habitants.

## Demografia

### Població

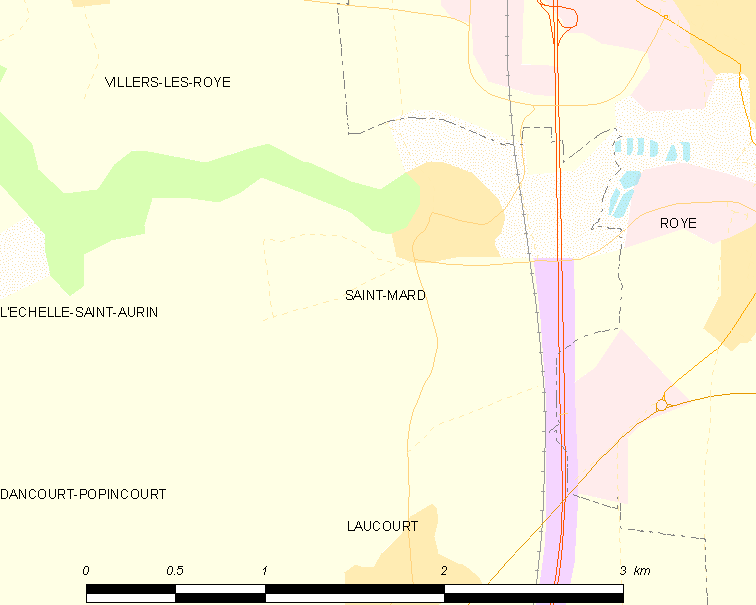

El 2007 la població de fet de Saint-Mard era de 191 persones. Hi havia 64 famílies de les quals 8 eren unipersonals (4 homes vivint sols i 4 dones vivint soles), 20 parelles sense fills, 32 parelles amb fills i 4 famílies monoparentals amb fills.
La població ha evolucionat segons el següent gràfic:
Habitants censats

### Habitatges

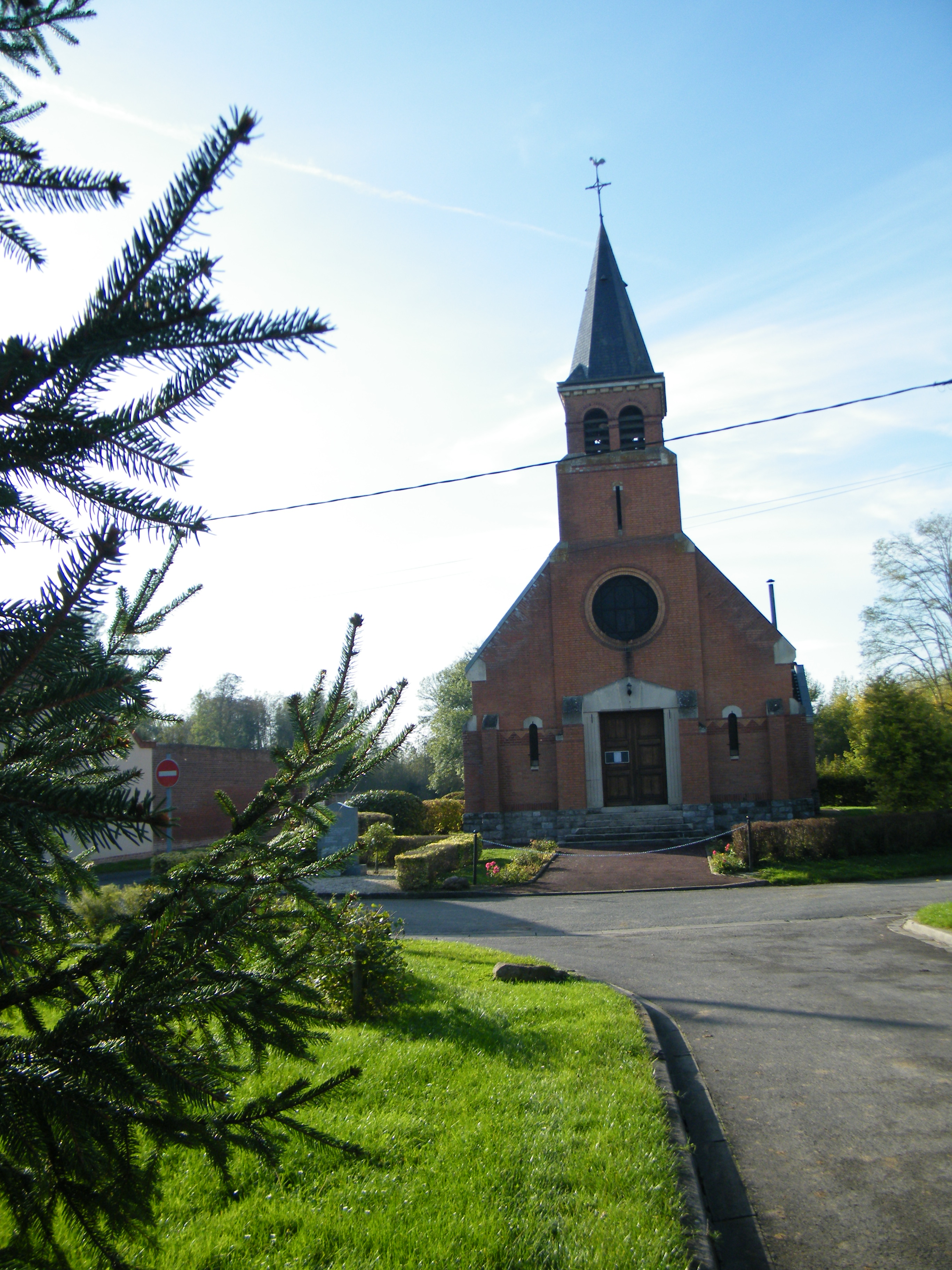

Tots els 63 habitatges que hi havia el 2007 eren l'habitatge principal de la família. Tots els 63 habitatges eren cases. Dels 63 habitatges principals, 55 estaven ocupats pels seus propietaris, 6 estaven llogats i ocupats pels llogaters i 2 estaven cedits a títol gratuït; 1 tenia dues cambres, 2 en tenien tres, 20 en tenien quatre i 41 en tenien cinc o més. 49 habitatges disposaven pel capbaix d'una plaça de pàrquing. A 17 habitatges hi havia un automòbil i a 43 n'hi havia dos o més.

### Piràmide de població

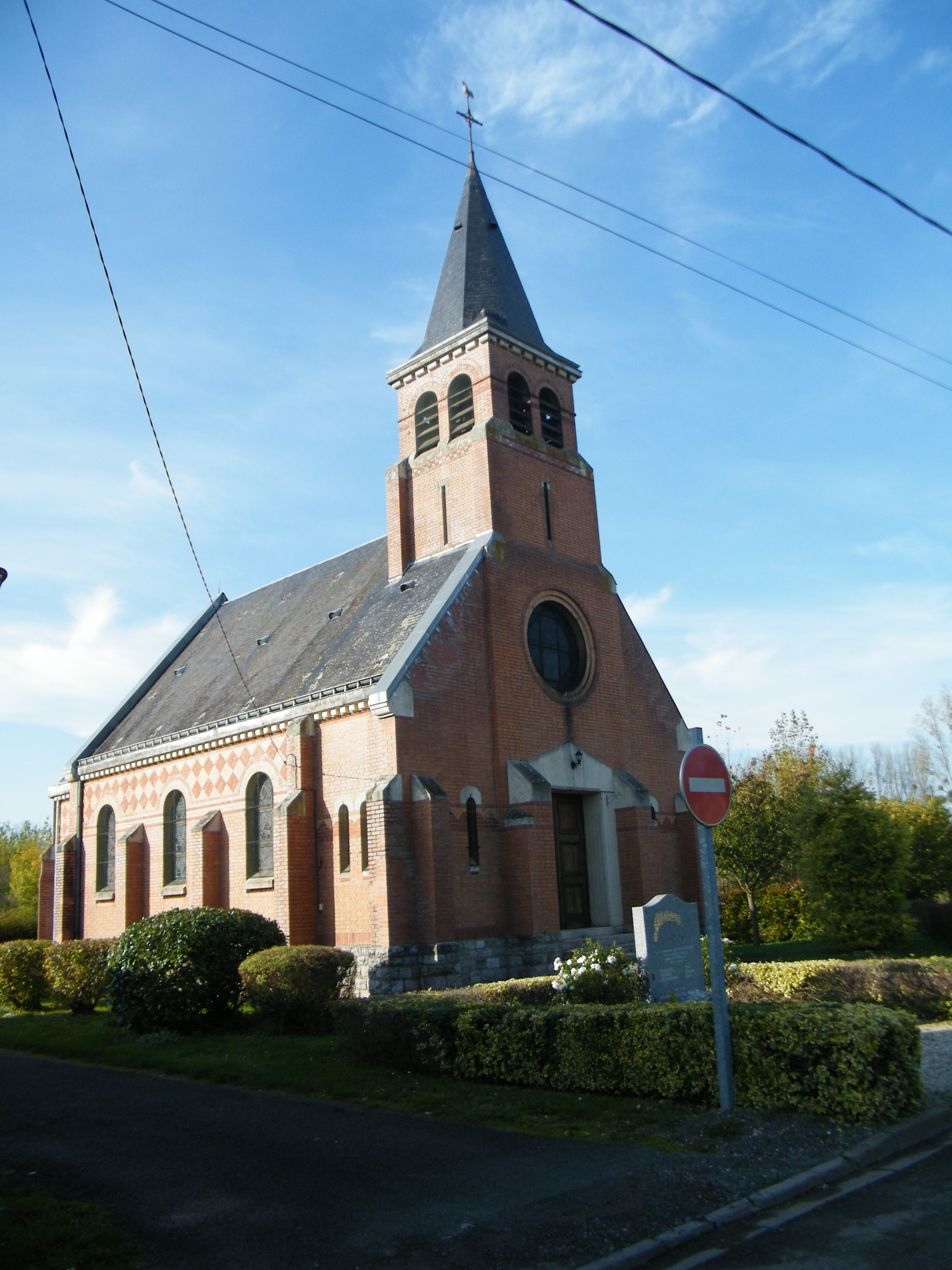

La piràmide de població per edats i sexe el 2009 era:
| Homes | Edats   | Dones |
| ----- | ------- | ----- |
| 0     | 95 o +  | 0     |
| 0     | 90 a 94 | 0     |
| 0     | 85 a 89 | 0     |
| 0     | 80 a 84 | 0     |
| 4     | 75 a 79 | 0     |
| 4     | 70 a 74 | 4     |
| 4     | 65 a 69 | 0     |
| 0     | 60 a 64 | 0     |
| 4     | 55 a 59 | 12    |
| 4     | 50 a 54 | 8     |
| 20    | 45 a 49 | 4     |
| 4     | 40 a 44 | 8     |
| 8     | 35 a 39 | 8     |
| 0     | 30 a 34 | 4     |
| 4     | 25 a 29 | 16    |
| 0     | 20 a 24 | 4     |
| 20    | 15 a 19 | 0     |
| 12    | 10 a 14 | 4     |
| 4     | 5 a 9   | 4     |
| 8     | 0 a 4   | 4     |

## Economia
El 2007 la població en edat de treballar era de 136 persones, 108 eren actives i 28 eren inactives. De les 108 persones actives 96 estaven ocupades (53 homes i 43 dones) i 14 estaven aturades (2 homes i 12 dones). De les 28 persones inactives 5 estaven jubilades, 16 estaven estudiant i 7 estaven classificades com a «altres inactius».

### Ingressos
El 2009 a Saint-Mard hi havia 69 unitats fiscals que integraven 208 persones, la mediana anual d'ingressos fiscals per persona era de 17.771 €.

### Activitats econòmiques
Dels 4 establiments que hi havia el 2007, 3 eren d'empreses de construcció i 1 d'una empresa immobiliària.

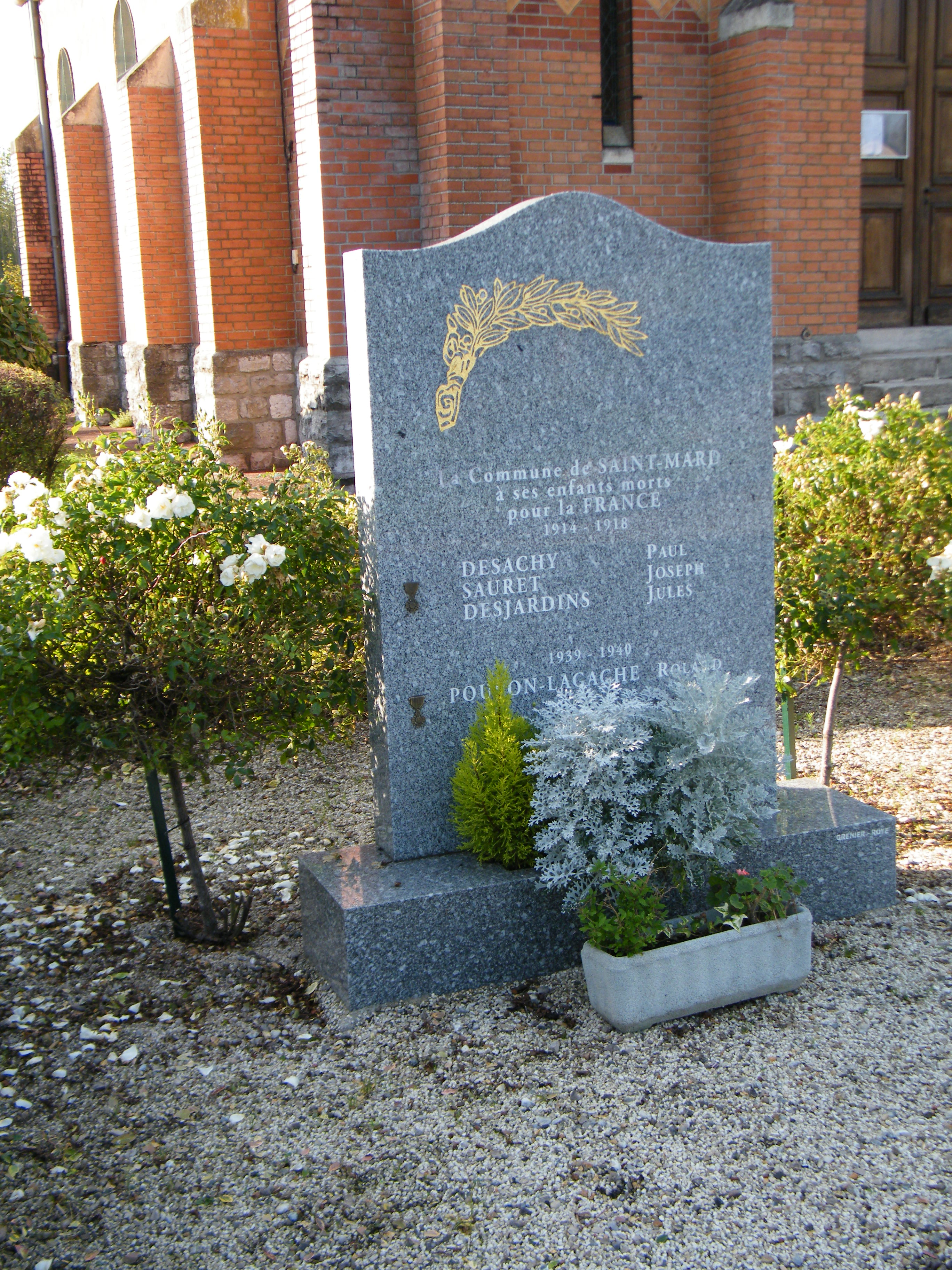

Dels 2 establiments de servei als particulars que hi havia el 2009, 1 era un paleta i 1 fusteria.

## Poblacions més properes
El següent diagrama mostra les poblacions més properes.